# YO-3A (航空機)
YO-3A Quiet Star
YO-3A
- 用途：偵察機
- 製造者：ロッキード
- 運用者：アメリカ陸軍、ルイジアナ州、FBI、NASA
- 生産数：14機
- 生産開始：1969年
- 運用開始：1970年

YO-3Aはロッキード社が開発し、ベトナム戦争において戦場偵察に使用された単発・単葉・プロペラ推進の偵察・観測機である。愛称は「クワイアト・スター "Quiet Star"（“静かな星”の意）」。
可能な限り静粛性を追求して設計されており、暗闇の中、ほとんど音を立てずに何時間にもわたってゲリラ部隊の行動を監視することを目的とした。

## 設計と製作
YO-3Aは1965年にアメリカ陸軍が提示した「400 m（1,200 ft）の高度で飛ぶときに地上から音響的に検知されない」という要求仕様に基づいて設計された。
ロッキード社の宇宙・ミサイル部門は1966年、試作機「クワイアト・スラスター、"Quiet Thruster"（“静かに進むもの”の意）」を2機（QT-1、QT-2）試作した。それらはシュバイツァーSGS2-32グライダーの機体中央部にエンジンを搭載し、延長軸を介したプロペラを備えたモーターグライダーであるX-26Bを基礎としたもので、隠密行動のために特に静粛化されたエンジンと、亜音速の先端速度を持つプロペラを装備していた。
YO-3Aは、静音性を高めるためのベルト駆動式の特別なプロペラ、熱探知を避けるために排気温度を低減させる機体の全長にわたる排気システム、およびその他の静粛化テクノロジーを搭載しており、特殊任務用装置として赤外線照射器付きの航空用夜間潜望鏡も装備していた。さらに数機には、レーザー目標照射機も搭載されていた。

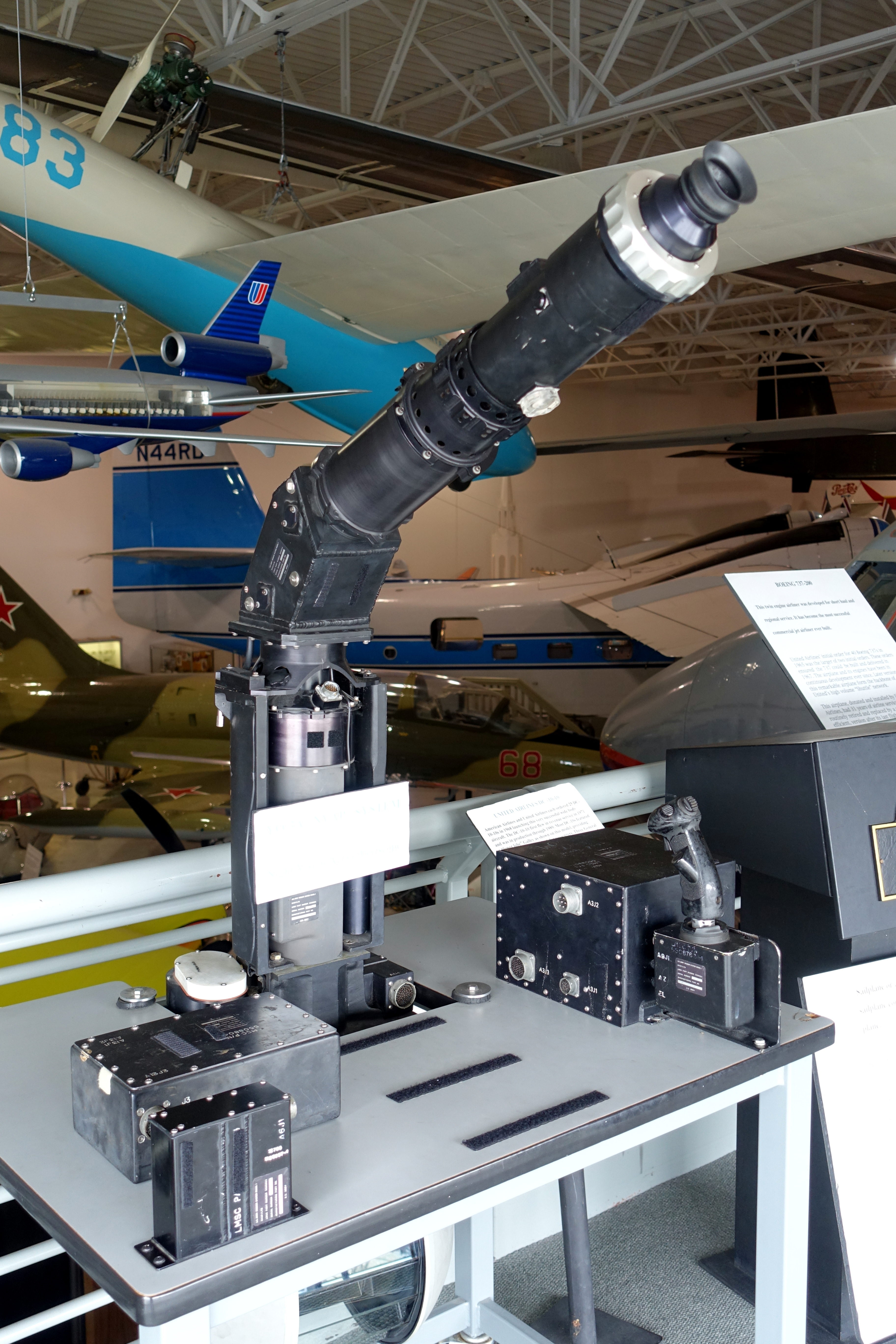
YO-3Aに搭載された赤外線暗視装置付き潜望鏡

## 戦歴

### ベトナム戦争
QTは「プライズ・クルー（Prize Crew）」計画の名のもとにベトナムに送られ、夜間の低高度ミッションを実施した。目標の監視は、手持ち可能な暗視装置により視覚的に行われた。QTは良い成績を収めたため、アーミー・ロッキードYO-3Aと名づけられた実用試作型が14機（シリアル69-18000～18013）製作され、そのうち9機が1970年から翌年に掛けてベトナムに送られた。
YO-3Aは基本的に約300 m（1,000 ft）の高度で行動したが、地上の雑音が有るところではさらに低い高度で行動することができた。一部のパイロットは敵に知られることなく高度約60 m（200 ft）まで降りたと言われている。YO-3Aの飛行音は、伝えられるところでは、地上からは「鳥の群れがいる」ようにしか聞こえなかったという。

### ベトナム戦後の活動

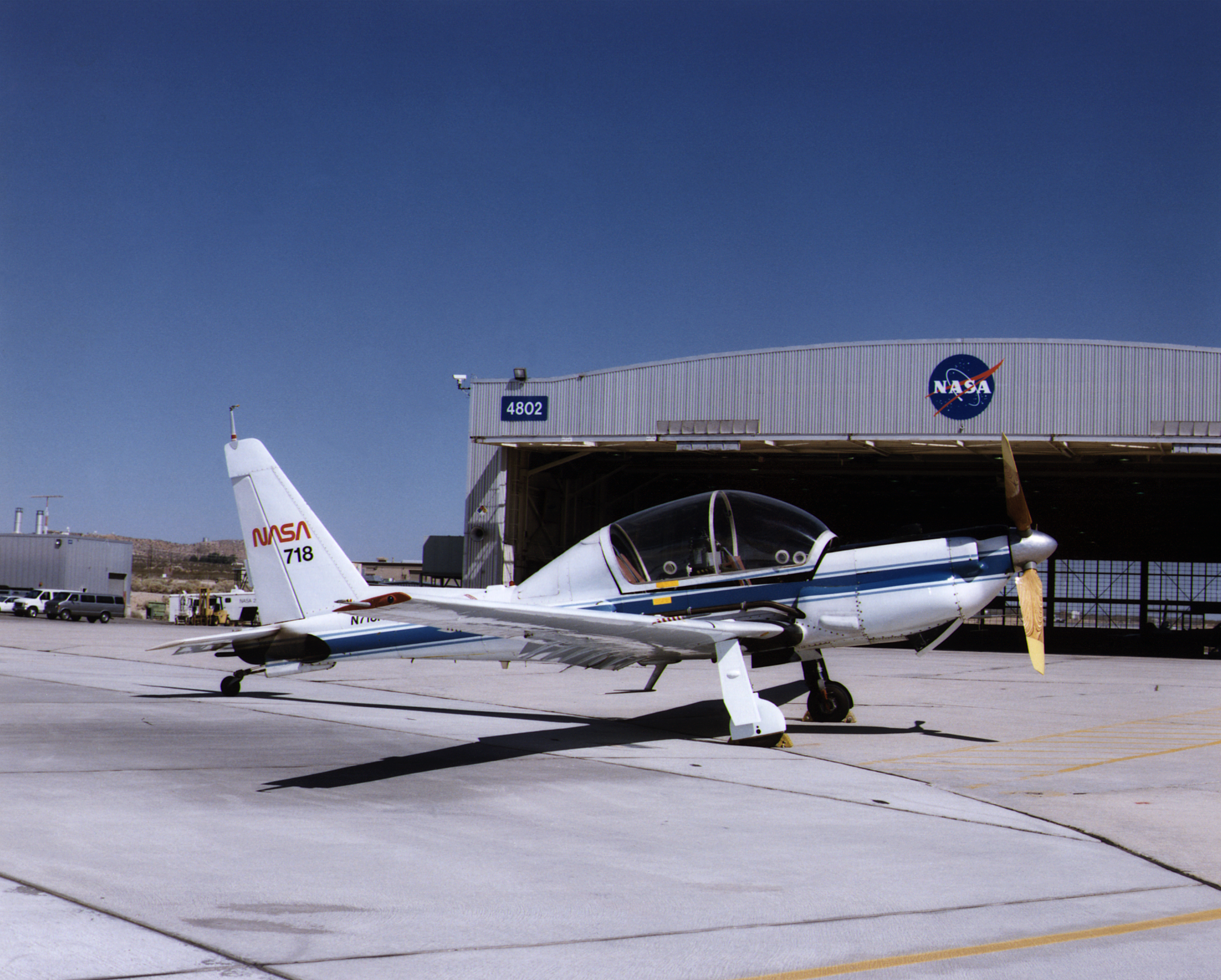
NASAで運用されているYO-3A
（1997年の撮影）

ベトナム戦争終了後、2機のYO-3A（69-18006、-18007）は、ルイジアナ州において密漁者の取り締まりに使われて効果を上げた。また、連邦捜査局（FBI）も誘拐犯や強盗の逮捕のために、数年間本機を利用した。
NASA（アメリカ航空宇宙局）は、1970年代後期にYO-3Aを1機入手し、回転翼航空機研究（rotorcraft research）に使用した。それはカリフォルニア州のモフェットフィールドで、現在も運用中である。

## 現存機
YO-3Aの1機（シリアル69-18007）はカリフォルニア州アップランドのケーブル空港に保管され、飛行可能な状態にレストアされるのを待っている。

## 性能諸元
- 乗員： 2名（タンデム）
- 全長： 8.94 m （29 ft 4 in）
- 全幅： 17.37 m （57 ft）
- 最大離陸重量： 1,724 kg （3,800 lb）
- エンジン： コンチネンタル IO-360D 210 hp ×1
- 最大速度： 221 km/h=M0.18 （138 mph）

## 参考図書
- "United States Military Aircraft since 1909" （Gordon Swanborough & Peter M. Bowers、1989年）
- 「Xプレーンズ」,世界の傑作機No67,文林堂 ISBN 978-4893190642